# Ye tian shi
Ye Tianshi (1667-1747) fue un médico chino y principal propositor de la "escuela de enfermedades tibias". Su importante trabajo, Wen-re Lun (Discusión de Enfermedades Tibias) publicado en 1746, dividió las manifestaciones de enfermedades a cuatro etapas: wei (fase defensiva), qi (fase qi), ying (fase nutritiva), y xue (fase sanguínea).

## Vida
Ye Tianshi nació en 1667. Su padre, así como su abuelo, Ye Shi, era, también médicos. Aprendió medicina de su padre y, tras la muerte de su padre, del alumno de su padre de apellido Zhu.

## Trabajo
Ye Tianshi escribió poco y muchos trabajos atribuidos a él fueron compilado por sus seguidores después de su muerte. Es más conocido por proponer que las enfermedades febriles progresan a lo largo de cuatro etapas, una teoría expuesta en su libro Tratado de Enfermedades Tibias. Estas etapas son wei (fase defensiva), qi (fase qi o fase qian activo), ying (fase nutritiva), y xue (fase sanguínea). Las características de wei son fiebre, aversión al frío, dolor de cabeza, y pulso rápido. La siguiente, qi, es la fase de enfermedad más activa, caracterizada por fiebre alta, sudoración, boca seca, y pulso rápido. Ying está caracterizada por aumentar fiebre por la noche, agitación, confusión, y pulso débil. Finalmente, xue consta de agitación, eflorescencia, y en algunos casos vómito de sangre o sangre en heces u orina. En sus tratamientos para enfermedades febriles, Ye recomienda sustancias de enfriamiento.